# Cristiano da Matta
Cristiano da Matta va néixer el 19 de setembre de 1973 a Belo Horizonte (Brasil). Ha estat pilot de Fórmula 1.

Campió de la Fórmula CART el 2002 amb l'equip Newman Haas.
Va participar en les temporades del  2003 i 2004 amb un Toyota acabant 13e i 17é respectivament.
Va debutar al Gran Premi d'Austràlia del 2003, i la seva última carrera va ser el Gran Premi d'Alemanya del 2004.
Actualment participa en la Champ Car.

## Palmarés a la Fórmula 1
- Curses disputades: 28
- Punts aconsseguits al campionat de pilots: 13 (10 i 3)
- Millor classificació en un Gran Premi: 6è (Espanya '03, Alemanya '03 i Mònaco '04)
- Millor classificació al campionat de pilots: 13è (2003)